# Effet Weissenberg

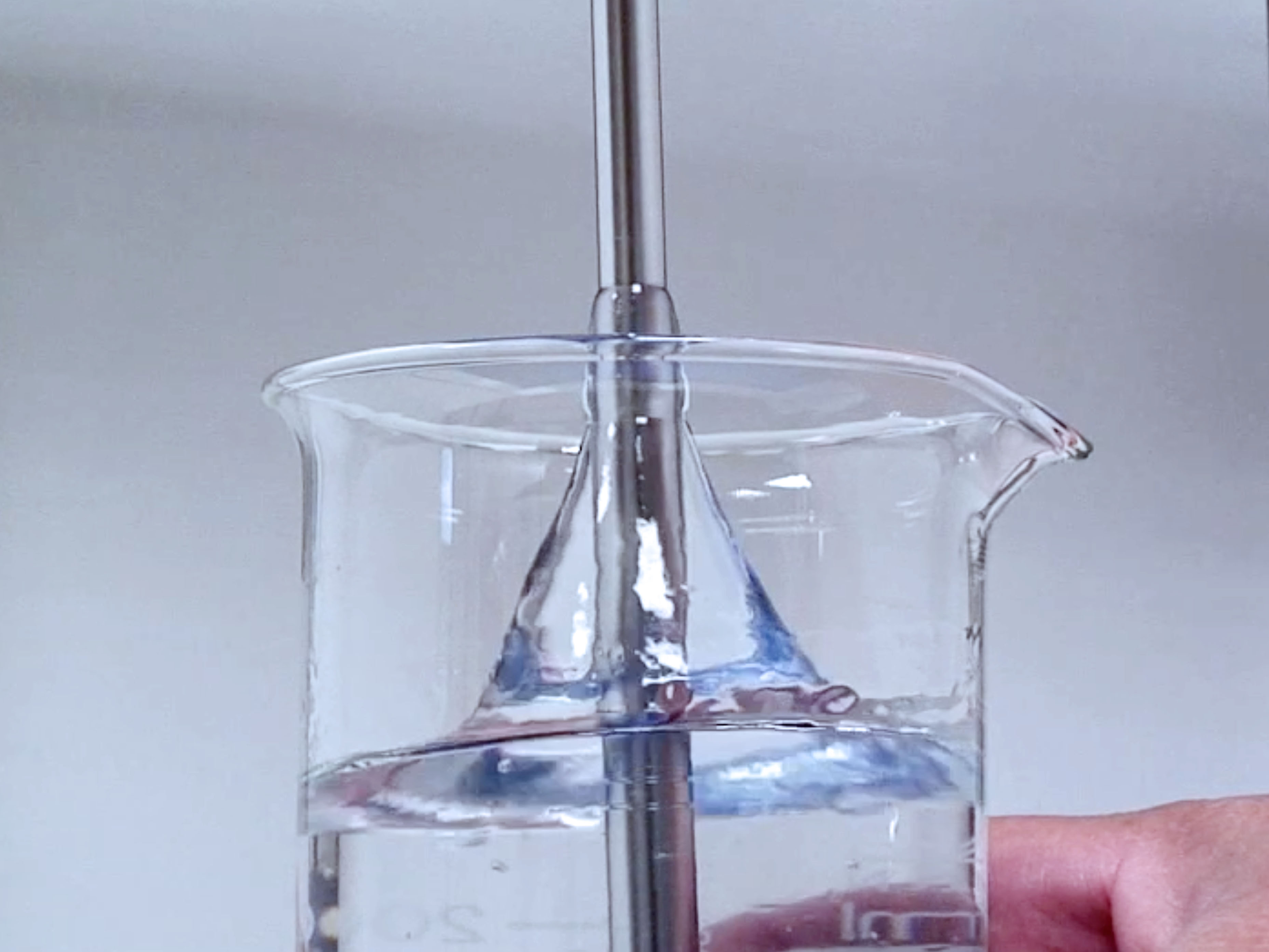
Effet Weissenberg sur une solution aqueuse de polyacrylamide

Pour les articles homonymes, voir Weissenberg.
L'effet Weissenberg est une manifestation d'une différence de contraintes normales non nulle typique de certaines solutions de polymères (fluides viscoélastiques). Le phénomène se manifeste par la montée du liquide le long d'une tige en rotation plongée dans un tel fluide viscoélastique. Cet effet porte le nom du physicien Karl Weissenberg (1893-1976).
On peut observer ce phénomène chez soi lors de l'utilisation d'un batteur dans des blancs d'œufs.
Il existe aussi un effet Weissenberg au niveau microscopique.
Cet effet est dû à l’existence de contraintes normales, c'est-à-dire agissant dans une direction perpendiculaire (ici, radiale) à la direction principale de l’écoulement (ici, tangentielle).